# Salvo Bitonti
Salvo Bitonti (Siracusa, 26 ottobre 1961) è un regista teatrale, regista cinematografico, drammaturgo, saggista e docente di teatro italiano.

## Biografia
Nei primi anni ottanta, si laurea all'Università di Bologna con una tesi dal titolo: Le rappresentazioni classiche a Siracusa dal 1914 al 1939. Inizia il suo apprendistato, seguendo seminari e stages con Nikita Mikalkov, Dario Fo e corsi RAI di tecniche di ripresa ed edizioni video all'Università di Roma.
Al Teatro greco di Siracusa è allievo ed assistente del regista cecoslovacco, Otomar Krejča ne Le Supplici di Eschilo (1982) per l'Istituto nazionale del dramma antico. Dopo varie esperienze registiche in Sicilia, nel 1985 firma Andromaca di Racine nella traduzione di Mario Luzi, all'Ara di Jerone II di Siracusa (con Anna Teresa Rossini, Osvaldo Ruggeri, Sebastiano Lo Monaco, Cristina Borgogni) e nel 1987 la prima rappresentazione assoluta di Hystrio di Mario Luzi, alla presenza dell'autore, al Teatro dell'Ara di Jerone II, (con, tra gli altri, Paola Borboni, Sebastiano Lo Monaco, Andrea Bosic, Franco Castellano). Lo spettacolo è stato presentato, in una nuova edizione, al Teatro Quirino di Roma nel 1989, nella stagione ETI e nel 1990 al Teatro Nazionale di Milano nella stagione de Il Piccolo Teatro-Teatro d'Europa di Milano.
Fra altri suoi spettacoli si ricordano: Ifigenia in Tauride di Goethe al teatro del Palazzo delle Esposizioni di Roma, con Elena Croce, Marco Maltauro e Edoardo Siravo; George Dandin di Moliere, (Teatro delle Muse, Roma) e Giovanna D'Arco, prima rappresentazione assoluta del poemetto di Maria Luisa Spaziani per il Festival di Todi, ed. 1992, con Rosa Di Lucia. Dirige poi Raf Vallone in due spettacoli Ornifle di J. Anouilh (1991) e in Colloqui d'amore, viaggio nella poesia amorosa, di autori vari (1992).
Sempre nel 1992, il Centro studi sul teatro medievale e rinascimentale diretto da Federico Doglio gli commissiona una messinscena di una sacra rappresentazione fiorentina del XVI secolo, Storia di Sant'Onofrio, di C. Castellani, realizzata al chiostro di Sant'Onofrio al Gianicolo, Roma e alla Certosa di Padula; dello spettacolo viene realizzata anche una versione filmata.
Inizia in questi anni la sua collaborazione con il critico e drammaturgo Ugo Ronfani, di cui porta in scena alcuni testi: L'Automa di Salisburgo (Teatro dei Satiri, Roma), Una valigia di sabbia (Festival del teatro d'attore, Siracusa) e L'Acqua, i sogni dall'opera del filosofo Gaston Bachelard con Giancarlo Dettori e Franca Nuti, nella stagione '93/'94, al Teatro Studio del Piccolo di Milano e poi in numerosi festival italiani. 
Collabora con diversi registi e personalità dello spettacolo: Franca Valeri (L'appartamento da Billy Wilder), Mario Ferrero (La porta sbagliata di Natalia Ginzburg); Mario Schifano firma la scena di un suo spettacolo al Festival di Fiuggi (La probabile identità di Winston e Clementine, di Ernesto D'Orsi (1993). Nel 1995 porta sulle scene Sesso, bugie e videotapes, con, tra gli altri, Antonella Interlenghi, tratto dal film omonimo, di Steven Sodenberg, delineando, in questa operazione, possibili correlazioni sceniche fra cinema e teatro. 
Nel 1996 al Festival di Fiuggi ottiene il premio Europa alle Fonti, per la miglior regia di Silone o la speranza di Vico Faggi, con Edoardo Siravo, Cristina Borgogni e Riccardo Polizzi Carbonelli. Altri suoi spettacoli: L'Isola della dottoressa Moreau di Ugo Ronfani con Paola Gassman e Ugo Pagliai (1996)(Todi Festival), Io, Semmelweiss, che egli stesso trae da Celine e Orlando, con Cristina Borgogni, dal romanzo di Virginia Woolf, con un suo particolare adattamento in versi.
Nel 1997 al Magna Grecia Festival di Taranto ottiene un notevole apprezzamento di pubblico e critica con La morte della Pizia da Durenmatt (adattamento di Ugo Ronfani) interpretato da Anita Laurenzi e Maurizio Gueli. Si è occupato poi di Strindberg di cui ha messo in scena Il Padre (1999-2000) con Luigi Pistillo e Mita Medici e successivamente Signorina Julie (2003) con Mita Medici. Nel 1999, ad Anagni e poi nel 2000 ad Elx (Spagna), Festival del Teatro Medievale, ha rappresentato con il titolo Storie di Pellegrini, delle sacre rappresentazioni di autori anonimi del XVI secolo.
Nel 2002 è regista collaboratore per Medea di Emilio Isgrò al Teatro Vittorio Emanuele di Messina. Ha tenuto lezioni e conferenze nelle Facoltà di belle arti di Atene, Valencia e Budapest.  È stato membro della giuria internazionale del CIFET, Festival del Teatro Sperimentale de Il Cairo nel 2003.
Nel 2004 ha presentato a Parigi, al Teatro Studio Champs-Elysées, per il festival Les Italiens, diretto da Maurizio Scaparro,  George Sand Don Juan, di e con Enrico Groppali e Francesca Benedetti. Nello stesso anno è regista collaboratore di Roberto Gucciardini al Teatro Greco di Siracusa per Edipo Re; realizza poi per Il Museo dell'INDA a Palazzo Greco a Siracusa, lo spettacolo  Sette personaggi in cerca di Edipo da Durenmatt. 
Nel 2005 collabora, sempre al Teatro Greco di Siracusa, con Irene Papas, allo spettacolo Antigone.  Ha partecipato al Primo Festival Internazionale dei docenti di Teatro (IN.FO.MA.T, 2005) ad Atene. Chiamato a insegnare recitazione a Cinecittà Campus di Roma, diretta da Maurizio Costanzo, realizza con gli allievi, nel 2006, un saggio-spettacolo sui tragici greci dal titolo La caduta degli eroi. Sempre nel 2006, ha curato a Torino (Rotonda dell'Accademia Albertina) la mostra Mythos, mito greco e creatività contemporanea, con sezioni quali video, sceneggiature, story board, installazioni, performance, poi presentata anche a Budapest e Atene. Nel 2006 e 2008 ha realizzato due mediometraggi, ispirati a poemetti di Ghiannis Ritsos: Fedra, con Mita Medici, Antonio Mancino e Ivo Micioni, girato nell'isola di Stromboli ed Elena con Franco Nero e Mita Medici, girato a Torino, presentati in numerosi festival europei e americani, tra cui: Sicilian Film Fest, Miami; Famafest, Vila Nova di Famalicao; Settimana del Cinema Italiano di Malta; NICE Film Fest, New York e San Francisco; Festival international du court métrage de Clermont-Ferrand; Syr Film Festival, Syracuse; Naoussa Film Fest; Los Angeles-Italia Film Fest, Hollywood.
La sua attività saggistica sul teatro e la regia comprende numerosi articoli, note e saggi pubblicati in riviste specializzate e programmi di sala e il volume, Dioniso & Pirandello, (Roma, 1999). Fra i suoi testi pubblicati, Io, Semmelweiss da Celine, in Hystrio II, (Milano, 1997) e Orlando, monologo poetico in cinque episodi e un epilogo (Siracusa 1997). 
Collabora a Parol-quaderni d'arte, rivista dell'Università di Bologna. 
Dal 1996, ha insegnato nelle accademie di belle arti di Milano, Frosinone, Sassari, Reggio Calabria e Torino.
Dal 2001 è  titolare della cattedra di regia all'Accademia albertina delle belle arti di Torino. 
Nel 2008 è stato nominato direttore artistico del Sicilian Film Festival di Miami (USA).

## Teatro
Principali regie teatrali con interpreti più rilevanti:
- 1985 - Andromaca di J. Racine, con Osvaldo Ruggeri, Anna Teresa Rossini, Sebastiano Lo Monaco;
- 1989 - 90- Hystrio di M.Luzi,con Paola Borboni, Sebastiano Lo Monaco, Andrea Bosic, Antonella Fattori, Denny Cecchini;
- 1991 - Ifigenia in Tauride di J.W. Goethe,con Elena Croce, Edoardo Siravo, Marco Maltauro;
- 1991 - Ornifle di J. Anouilh,con Raf Vallone, Anna Teresa Rossini, Elena Croce, Edoardo Siravo;
- 1992 - Colloqui d'amore di autori vari, con Raf Vallone, Elena Croce ;
- 1992 - George Dandin di Moliere,con Alvaro Vitali, Aldo Bufi Landi, Livia Bonifazi, Giancarlo Teodori;
- 1992 - Sant'Onofrio di C. Castellani,con Edoardo Siravo, Elena Croce, Paolo Lorimer, Sandro Palmieri;
- 1992/93 - Giovanna D'Arco di M. L. Spaziani, con Rosa Di Lucia ;
- 1994 - L'acqua i sogni da G. Bachelard, con Franca Nuti, Giancarlo Dettori;
- 1994 - L'Isola della dottoressa Moreau di U. Ronfani,con Paola Gassman, Ugo Pagliai;
- 1995 -Sesso, bugie e videotape dal film omonimo, con Antonella Interlenghi, Roberto Agostini, Paolo Gasparini, M.Libera Ranaudo;
- 1996 - Silone o la speranza di Vico Faggi, con Edoardo Siravo, Riccardo Polizzi Carbonelli, Cristina Borgogni;
- 1997/98 - Orlando da V. Woolf , con Cristina Borgogni;
- 1997 - La morte della Pizia, da Friedrich Dürrenmatt, con Anita Laurenzi, Maurizio Gueli;
- 1999 - Storie di Pellegrini, di autori anonimi,con Riccardo Polizzi Carbonelli, Paolo Lorimer, Cristina Borgogni, Giovanni Argante, Giancarlo Teodori ;
- 1999 - Il padre di A. Strindberg, con Mita Medici, Luigi Pistillo, Mirton Vaiani ;
- 1999/00 - Fedra di G. Ritsos, con Mita Medici ;
- 2001/02 - La signorina Julie di A. Strindberg , con Mita Medici, Fabrizio Croci, Stefania Spugnini;
- 2004 - Sette personaggi in cerca di Edipo da F. Durenmatt, con Claudio Mazzenga, Maria Rosaria Carli;
- 2005 - Don Juan Don Sand di E. Groppali con Francesca Benedetti e Enrico Groppali;
- 2006 - La caduta degli eroi, da Eschilo, Sofocle e Euripide. Saggio di recitazione con gli allievi di Cinecittà Campus di Roma;
- 2007 - La guerra delle donne da Aristofane Saggio di recitazione con gli allievi di Cinecittà Campus di Roma;
- 2008 – Alcesti di Marguerite Yourcenaur con Franco Nero,  Mita Medici;